# Catch-22 (mini-série)
Pour les articles homonymes, voir Catch 22.
Catch-22 est une série télévisée américano-italienne réalisée par George Clooney, Grant Heslov et Ellen Kuras, diffusé depuis le 17 mai 2019 sur Hulu et Sky Italia, et au Canada à partir du 18 mai 2019 en ligne sur CitytvNow.
Il s'agit d'une adaptation du roman du même nom de Joseph Heller publié en 1961.
En France, la série est diffusée depuis le 18 mai 2019 sur MyCanal. Elle reste inédite dans les autres pays francophones.

## Synopsis
John Yossarian, bombardier sur un B-25 de l'US Army Air Force durant la Seconde Guerre mondiale, ne veut plus être pris pour cible. Il tente alors de se faire passer pour fou pour éviter ses obligations. Mais il ne peut échapper à une règle aussi absurde que cynique : à cette époque si un pilote demande à être démis de ses fonctions, il est jugé sain d'esprit et ne peut se soustraire à son devoir.

## Fiche technique
Sauf indication contraire, les informations mentionnées dans cette section peuvent être confirmées par la base de données cinématographiques IMDb,  présente dans la section « Liens externes ».
- Titre original : Catch-22

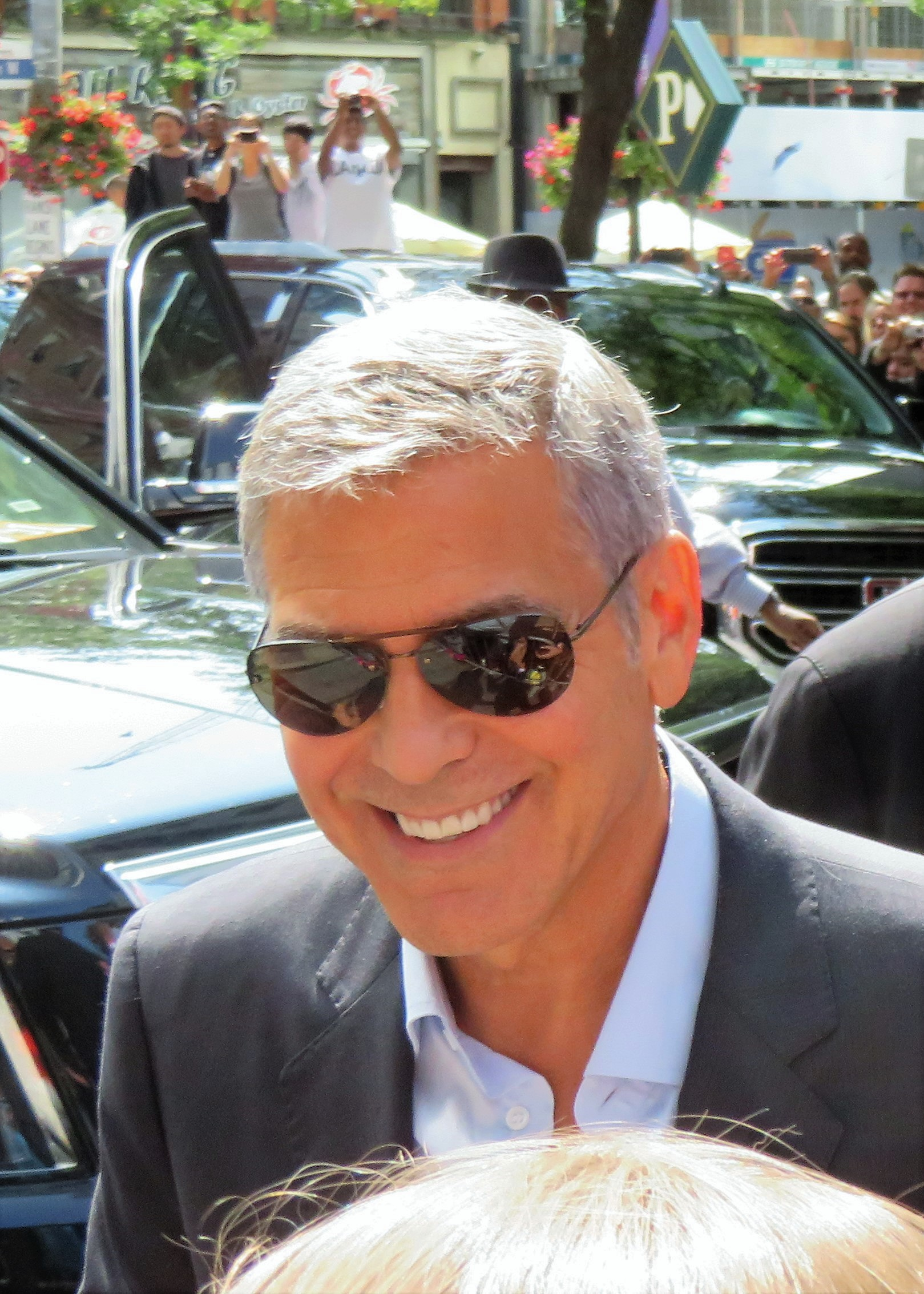
George Clooney, producteur et réalisateur de la série.

- Réalisation : George Clooney, Grant Heslov et Ellen Kuras
- Scénario : Luke Davies et David Michôd, d'après le roman Catch 22 de Joseph Heller
- Direction artistique : Gianpaolo Rifino
- Décors : David Gropman
- Costumes : Jenny Eagan
- Photographie : Martin Ruhe
- Montage : Michael Ruscio et Tanya M. Swerling
- Musique : Harry Gregson-Williams et Rupert Gregson-Williams
- Production : Barbara A. Hall

Producteurs délégués : Richard Brown, George Clooney, Luke Davies, Steve Golin, Grant Heslov, Ellen Kuras et David Michôd
- Sociétés de production : Smokehouse, Anonymous Content et Paramount Television
- Sociétés de distribution : Hulu (États-Unis) et Sky Italia (Italie)
- Pays d'origine :  États-Unis,  Italie
- Langue originale : anglais
- Format : couleur - 16:9 HD
- Genre : comédie dramatique, guerre
- Durée :
- Dates de diffusion :
  -  États-Unis,  Italie : 17 mai 2019

## Distribution
- Christopher Abbott (VF : Thibaut Lacour) : le lieutenant puis capitaine John Yossarian
- Kyle Chandler (VF : Lionel Tua) : le colonel Cathcart
- Hugh Laurie (VF : Féodor Atkine) : le major de Coverley
- George Clooney (VF : Samuel Labarthe) : le colonel puis général Scheisskopf
- Daniel David Stewart (en) (VF : Antoine Schoumsky) : Milo Minderbinder
- Austin Stowell (VF : Gilduin Tissier) : Nately
- Rafi Gavron (VF : Jim Redler) : capitaine Aardvark « Aarfy »
- Graham Patrick Martin (VF : Adrien Larmande) : Orr
- Pico Alexander (VF : Fabrice Fara) : Clevinger
- Jon Rudnitsky (VF : François Santucci) : McWatt
- Gerran Howell (en) (VF : Thomas Sagols) : Kid Sampson
- Lewis Pullman (VF : Romain Altché) : le sergent puis le major Major Major Major
- Tessa Ferrer : Duckett
- Jay Paulson (VF : Sébastien Desjours) : Chaplain A. T. Tappman
- Giancarlo Giannini (VF : Mathieu Buscatto) : Marcello
- Harrison Osterfield : Snowden
- Julie Ann Emery (VF : Céline Mauge) : Marion Scheisskopf

## Production
Le tournage débute en mai 2018 et se déroule en Sardaigne et à Rome en Italie. Le 10 juillet 2018, George Clooney est heurté par une voiture alors qu'il roulait à moto vers le plateau de tournage. Il est emmené à l'hôpital d'Olbia et ressort le jour même,. Le tournage s'achève le 4 septembre 2018 à Santa Teresa Gallura,.

## Édition vidéo
La série sort en intégrale en France le 4 décembre 2019 en DVD édité par Paramount Pictures, agrémenté d'un bêtisier et de scènes coupées.

## Distinctions

### Nominations
- Golden Globes 2020 :
  - Meilleure mini-série ou meilleur téléfilm
  - Meilleur acteur dans une mini-série ou un téléfilm pour Christopher Abbott

### Revue de presse
- Propos de George Clooney recueillis par Henry Arnaud, « Tête de con, c'est mon nom ! Vingt ans après Urgences, l'acteur vedette revient à la télévision dans la minisérie Catch-22, dont il est aussi le réalisateur et le producteur. », Télécâble Sat Hebdo no 1515, SETC, Saint-Cloud, 13 mai 2019, p. 8,  (ISSN 1630-6511)
- Thomas Destouches, « Une satire mordante. Clooney adapte en minisérie le livre culte de Joseph Heller. Une vraie réussite, ibid., p. 9